# 葵 (ギタリスト)
葵（あおい、1980年1月20日 - ）は、三重県出身のミュージシャン、ギタリスト、実業家。主にヴィジュアル系ロックバンド、the GazettEのギタリストや音楽プロダクション「dot.SIX」の代表者として活動している。血液型はA型。

## 略歴
- 三重県で生まれる。兄弟は10歳上の姉と6歳上の兄がいる[1]。
- 中学生の時、兄の持っていたX JAPANのCDの「紅」を聴いて「カッコいい」と感動し、ギターを弾いてみたいと思い、兄により壊れて音が出なくなったギターを貰い楽譜の読み方とギターの弾き方を勉強した[2]。
- 中学2年のお正月に、お年玉で5万5千円のアリアプロのギターを自分で買った[3]。
- 中高生の頃はメタルのコピーばかり練習していた[4]。
- 高校中退後、興味がサーフィンに移り、ギターはフォークギターを趣味で弾く程度になる[5]。
- インディーズバンドを紹介する深夜番組に出ていたバンドを観て、“俺の方がイケてる”と勘違いした事で音楽の道に戻り、三重から上京する[6]。
- 上京して組んだ一つ目のバンドで初めてオリジナル曲を作り採用される[7]。
- 2002年、the GazettE結成。麗に「どっちのポジションがいい？」と聞かれ、「どっちでもいいよ」と本心で答えた所、麗が上手ギターを希望したので、葵が下手ギターになる[8]。

## 人物
- 影響を受けたミュージシャンはカーク・ハメットやヌーノ・ベッテンコートなどが挙げられ、カーク・ハメットの影響でESPを使うようになったと本人は語っている。また押尾コータローも好んでいる。
- the GazettE結成当初の頃はバンドに関してあまり真面目に取り組んでおらず、スタジオに他のメンバーが集まるときでも1人バイトに行っていた。
- ステージ衣装、私服ともに『bajra』、アクセサリーは『TAUJAN』を愛用している。
- 選曲会で自身の曲が初めて通ったのは『斑蠡〜MADARA〜』の「飼育れた春、変われぬ春」である[9]。
- 2010年11月14日に自身のツイッターで発言した内容が、2週間後の同年11月28日にネット上で注目され話題になった[10]。
- 2011年8月に突然ツイッターをやめるが、2012年3月10日に再開する。
- バンド結成当時よりESPのギターを愛用し、自身のモデルも多々製作していたが2020年にエンドースメント契約を解消した。
- 2021年よりStrictly 7 guitarsというアメリカのギターメーカーとエンドースメント契約を結んだ。

## 使用機材

### 使用ギター
| ブランド       | モデル                         | 概要 |
| -------------- | ------------------------------ | --- |
| ESP            | ESP A-I "艶~en~" Proto-type    | 2006年5月の日本武道館公演にて初登場した葵のオリジナルモデルのギター。ピックアップはSH配置のラージハムバッカーになっており、当初はダンカンのホットレイル(SHR-1)とカスタム(TB-5)を付けていたが現在は1シングル+1ハムバッカーとなっておりタップスイッチでシングルへの切り替えが可能。尚、グラスルーツから出ている艶~en~の廉価版はこちらがモデルになっている。 |
| ESP            | ESP A-I "艶~en~"               | 2007年3月の目黒鹿鳴館公演にて初登場。形状上は重量バランスがあまり良くないらしいが、葵は｢俺はパフォーマンスを重視しているから、その方がヘッドがクイクイ動いてていい。｣とコメントしている。ヘッド裏には徳川家の"三つ葉葵"の紋章が入っている(ちなみに市販モデルには入っていない)。 最初はプロトタイプとしてラージハムバッカーサイズの艶~en~が先に出来ていたのだが、シングル｢REGRET｣のレコーディングでシングルコイルの必要性を感じ、それに応じて2ハム(フロントにダンカンのSL59-1n、リアにSLSD-1b)+2シングル(レースセンサーのGOLD)のピックアップ配置(ESPでは2WAYサウンドバリエーションシステムと呼ばれている)となりスイッチ1つで切り替えられる仕組みになっている。また微妙な違いではあるがプロトタイプにはない溝がボディに入り、指板のポジションマークも無くなった。 |
| ESP            | ESP A-II 艶~en-v~              | 2009年の幕張メッセ公演より新たに導入されたフライングVタイプのギター。やはりピックアップには艶~en~と同じく2WAYサウンドバリエーションシステムを採用。これまでの艶~en~のスケールはロング(648mm)であったのに対し、こちらはミディアムスケール(628mm)を採用。それ以外のスペックは全て一緒である。ちなみにチューニングはドロップBチューニング。主に｢HEADCHE MAN｣などで使用。 |
| ESP            | ESP A-III "艶~en~" #1          | 2009年のツアー「DIMSCENE」で初登場。MA-480CTMをベースに製作されており、MAシェイプに2WAYサウンドバリエーションシステムを採用。ボディにベベルアーチが入っている。シングルコイルをセイモア・ダンカンにチェンジした以外はスペックは変わっていない。 |
| ESP            | ESP A-III "艶~en~" #2          | シングル「PLEDGE」のPVに出演しているギター。これまでの"艶~en~"とおなじく2WAYサウンドバリエーションシステムを採用のほか、ブリッジがシンクロ・ナイズド・トレモロになっている。またバインディングも入っており、ドロップCチューニングでスタンバイ。 |
| ESP            | ESP "艶~en~" W-NECK            | ｢紅蓮｣をライブで演奏するにあたって製作された12弦と6弦のダブルネックギター。ちなみに12弦側が全弦1音下げチューニング、6弦側がドロップBチューニングとなっている。また艶~en~という名前ではあるが、形的にはややフォレスト寄りである。 ピックアップは12弦側、6弦側共通でメインの艶~en~と同じく2ハム(フロントにダンカンのSL59-1n、リアにSLSD-1b)+2シングル(レースセンサーのGOLD)の2WAYサウンドバリエーションシステムを採用。 |
| ESP            | ESP FOREST W-NECK              | シングル｢紅蓮｣のPVで登場しているESPのダブルネックギター。葵のギターは黒いギターが多いが、このギターはシルバーとなっている。元々はESPの展示品だったものをレンタルしたのだそう。ちなみにネックのポジションマークにはLEDが埋め込まれている。 |
| ESP            | ESP FOREST GT                  | 2007年3月の横浜アリーナ公演の頃まで使用されていた黒いフォレスト。当初はシースルーブラックであったが、激しいライヴで何度もツノが折れてしまい修復するうちにその部分が目立ってしまい、黒に塗りつぶした。他には2006年5月の日本武道館公演では青のフォレストも確認されておりこちらは｢Cassis｣で使用していた。 |
| ESP            | ESP FOREST GT Custom           | ESPと契約した葵が初めてオーダーメイドしたギター。通常のフォレストと違う点ではアルダーボディであることと、さらにアーチトップにセットネック構造でリアピックアップが斜めにマウントされているところ。斜めの理由は｢見た目と言いたいけど、ファットなローを狙った。｣とか。 |
| ESP            | ESP RAINDEER                   | アルバム「蝦蟇」ツアーでレギュラーチューニングのメインで使用していたギター。 |
| ESP            | ESP HORIZON-III                | シングル｢Filth in the beauty｣のレコーディングで使用したギター。EMGを搭載して使っていた。また2006年8月の東京ビッグサイト公演ではドロップBチューニングの曲で使用していた。 |
| ESP            | ESP MA-480CTM                  | 葵が初めて買ったESPのギターでFOREST導入までメインで使われていた模様。またシングル｢reila｣のPVでも使用され、2004年の日比谷野外音楽堂公演でもメインで使用。2009年のツアー「DIM SCENE」でもドロップBチューニングでスタンバイされている。麗も同モデルのギターをドロップBチューニングで使用していた。 |
| Navigator      | Navigator N-ST-380/R           | 黒いストラトモデル。当初は白のピックガードが搭載されていたものを黒に替えたら安っぽくなってしまい、最終的にミラーピックガードに変更された。2008年秋のツアーより導入され当初はドロップBチューニングで｢HOLE｣で使用されていたが、2009年3月の幕張メッセ公演ではレギュラーチューニングの曲で使用されていた。また同公演にてサンバーストのボディに鼈甲柄ピックガードのストラトも導入されており、こちらは全弦1音下げチューニングで｢菫｣｢SILLY GOD DISCO｣で使用されていた。2009年のツアー「DIM SCENE」では2本ともレギュラーチューニングで使用。 葵は｢まさか、自分がストラトを弾くとは、夢にも思っていなかった｣とコメントしている。 |
| Seymour Duncan | Seymour Duncan DS-200/M        | シングルコイルを本格的に導入し始めた「REGRET」より主にレコーディングで使用されていたギターだが「白き優鬱」でも使用され、そのトーンが気に入ったのかライブでも使用されることになった。チューニングは1音下げ。 |
| K.Yairi        | ALVEREZ.YAIRI WY1BK AOI custom | ｢ザクロ型の憂鬱｣｢Filth in the beauty｣｢CALM ENVY｣等でライヴで使用しているエレアコ。全弦1音下げチューニングになっている。 |
| K.Yairi        | ALVEREZ.YAIRI WY1-12           | ｢D.L.N｣｢体温｣で使用している12弦のエレアコ。また、｢紅蓮｣のレコーディングでも使用。チューニングは6弦アコギと同じく全弦1音下げチューニング。 |
| K.Yairi        | K.Yairi AG-2BKE                | ツアー「DIMSCENE」からメインで使用されることになったアコーステックギター。WY1BK AOI customにはあったカッタウェイがこのギターにはない。 |

### ライブでの使用機材
- Standing Live tour 2006｢Nameless Liberty.Six Guns...｣

ESP A-I "艶~en~" Proto-type (Dチューニング用)
ESP FOREST GT Custom (ドロップBチューニング用)
ESP FOREST GT (Dチューニング用→レギュラーチューニング用)
ESP FOREST GT See Thru Blue (Dチューニング用、「Cassis」で使用。)
K.Yairi ALVEREZ.YAIRI WY1BK AOI custom (アコースティックギター、Dチューニング用)
K.Yairi ALVEREZ.YAIRI WY1-12 (12弦アコースティックギター、Dチューニング用)
Bogner Extacy (アンプ)
Bogner (キャビネット)
Real McCoy Wizard (ワウペダル)
t.c.electoronic G-FORCE (マルチエフェクター)
Custom Audio RS-16 (フットコントローラー)
KORG XVP-10 (ボリュームペダル)
YAMAHAAC Stomp (アコギ用プリアンプ)
- Tour 2007-2008 Stacked Rubbish ｢Pulse Wriggling To Black｣

ESP A-I "艶~en~" #1 (Dチューニング用・サブ)
ESP A-I "艶~en~" #2 (ドロップBチューニング用・サブ)
ESP A-I "艶~en~" #3 (レギュラーチューニング用)
ESP A-I "艶~en~" Proto-type (レギュラーチューニング用→サブ)
ESP "艶~en~" W-NECK (6st.ドロップBチューニング/12st.Dチューニング)
K.Yairi ALVEREZ.YAIRI WY1BK AOI custom (アコースティックギター、Dチューニング用)
K.Yairi ALVEREZ.YAIRI WY1-12 (12弦アコースティックギター、Dチューニング用)
VHT 2150 (パワーアンプ)
MESA BOOGIE TRIAXIS (プリアンプ)
Bogner (キャビネット)
t.c.electoronic G-FORCE (マルチエフェクター)
Eventide ECLIPSE (マルチエフェクター)
Custom Audio RS-16 (フットコントローラー)
KORG XVP-10 (ボリュームペダル)
YAMAHA AC Stomp (アコギ用プリアンプ)
- Tour 2009 ｢DIMSENCE｣

ESP A-I "艶~en~" #1 (Dチューニング用・サブ)
ESP A-I "艶~en~" #2 (ドロップBチューニング用・サブ)
ESP A-II 艶~en-v~ (ドロップBチューニング用)
ESP A-III Proto-type (ドロップBチューニング用)
ESP "艶~en~" W-NECK (6st.ドロップBチューニング/12st.Dチューニング)
ESP MA-480CTM (ドロップBチューニング用)
Seymour Duncan DS-200/M (Dチューニング用、「白き優鬱」「泣ヶ原」で使用)
Navigator N-ST-380/R (レギュラーチューニング用・サブ)
K.Yairi AG-2BKE (Dチューニング用)
VHT 2150 (パワーアンプ)
MESA BOOGIE TRIAXIS (プリアンプ)
Marshall JMP-1 (プリアンプ)
CUSTOM AUDIO AMPLIFIERS (プリアンプ)
t.c.electoronic M-ONE (デジタルリバーブ)
D TAR Mama Bear (アコギ用プリアンプ)
D TAR Equinox (アコギ用イコライザー)
Bogner (キャビネット、エフェクト音用)
VHT 612 (キャビネット、ダイレクト音用)
Eventide ECLIPSE (マルチエフェクター)
Custom Audio RS-16 (フットコントローラー)
KORG XVP-10 (ボリュームペダル)
モーリー バッド・ホーシズ (ワウペダル)
DigiTech WhammyⅡ (ワーミーペダル)
- LIVE TOUR10 TOUR10 NAMELESS LIBERTY SIX BULLETS 01

ESP A-I "艶~en~" (サブ)
ESP A-II 艶~en-v~ (ドロップBチューニング用)
ESP A-III "艶~en~" #1 (ドロップBチューニング用)
ESP A-III "艶~en~" #2 (Dチューニング用)
ESP A-III "艶~en~" Proto-type (レギュラーチューニング用)
ESP "艶~en~" W-NECK (6st.ドロップBチューニング/12st.Dチューニング)
ESP MA-480CTM (ドロップCチューニング用)
K.Yairi AG-2BKE (Dチューニング用)
Diezel VH-4 (アンプ)
Bogner Extacy (アンプ)
÷13(Divided by 13) LDW17/39 (アンプ、パワー管 EL34)
Fender TONE MASTER (アンプ)
VHT 2150 (パワーアンプ)
VHT 2562 Black Beauty (パワーアンプ)
D TAR Mama Bear (アコギ用プリアンプ)
D TAR Equinox (アコギ用イコライザー)
Bogner (キャビネット、エフェクト音用)
VHT 612 (キャビネット、ダイレクト音用)
Eventide ECLIPSE (マルチエフェクター)
SKYRYDSTEUP R&D / AMP SWITCHER MK.II (アンプスイッチャー)
Custom Audio RS-616 (フットコントローラー)
KORG XVP-10 (ボリュームペダル)
モーリー バッド・ホーシズ (ワウペダル)
DigiTech WhammyⅡ (ワーミーペダル)